# Bliżyn
Bliżyn è un comune rurale polacco del distretto di Skarżysko-Kamienna, nel voivodato della Santacroce.
Ricopre una superficie di 141,08 km² e nel 2006 contava 8 656 abitanti.